# Ramusella confusa
Ramusella confusa är en kvalsterart som beskrevs av Antonio Arillo och Subías 1990. Ramusella confusa ingår i släktet Ramusella och familjen Oppiidae. Inga underarter finns listade i Catalogue of Life.